# Église Notre-Dame de Laval
Pour les articles homonymes, voir église Notre-Dame.
Ne doit pas être confondu avec église Notre-Dame-de-Laval.
L'église Notre-Dame de Laval est une église romane située à Caudiès-de-Fenouillèdes, dans le département français des Pyrénées-Orientales.

## Histoire
En 961, elle accueille un procès opposant des habitants de la paroisse au monastère de Saint-Martin-Lys à propos de la propriété de certaines terres. Vers 1000, l'église appartient au monastère canonial de Saint-Pierre de Fenouillet.

## Galerie

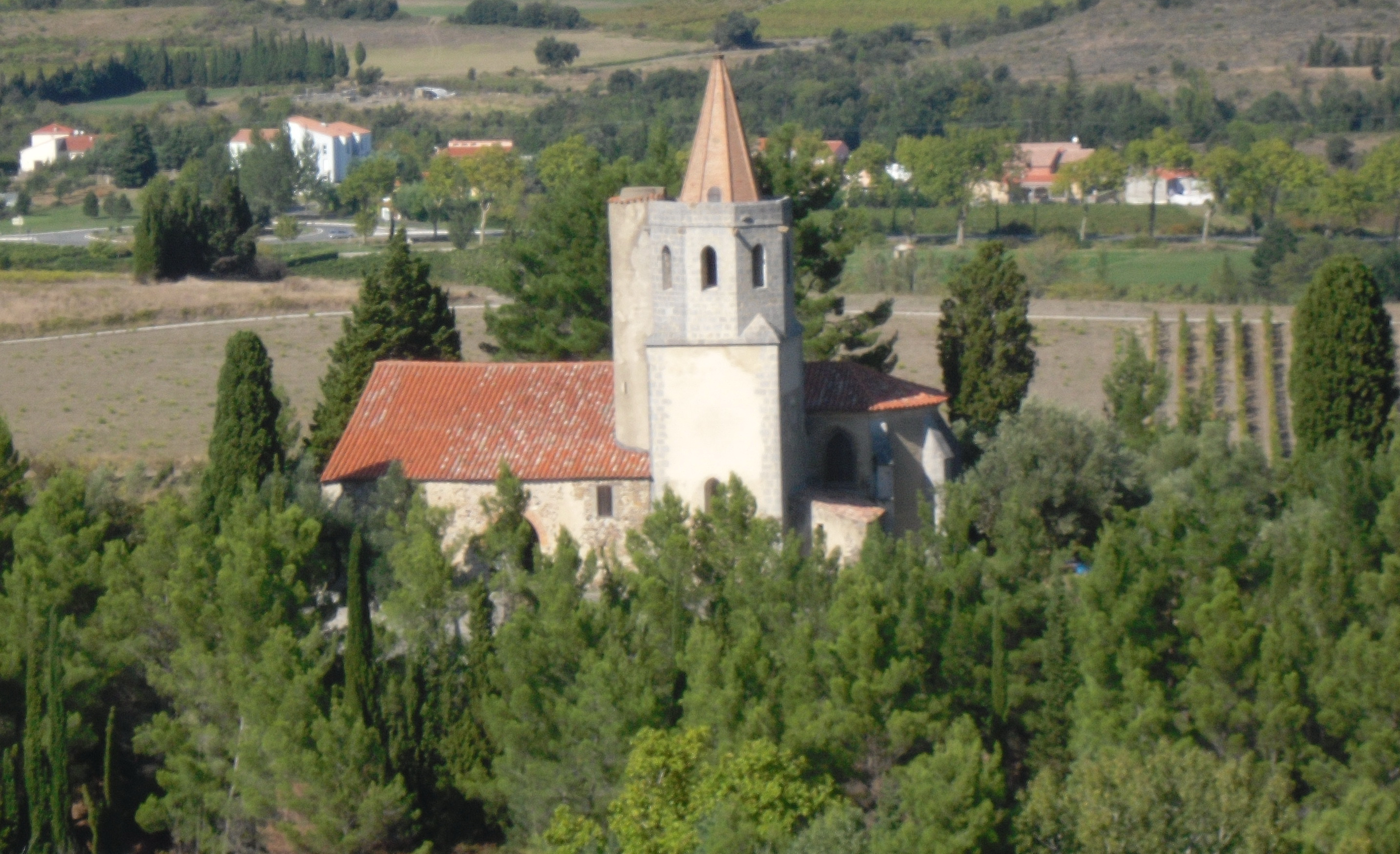
Vue d'ensemble
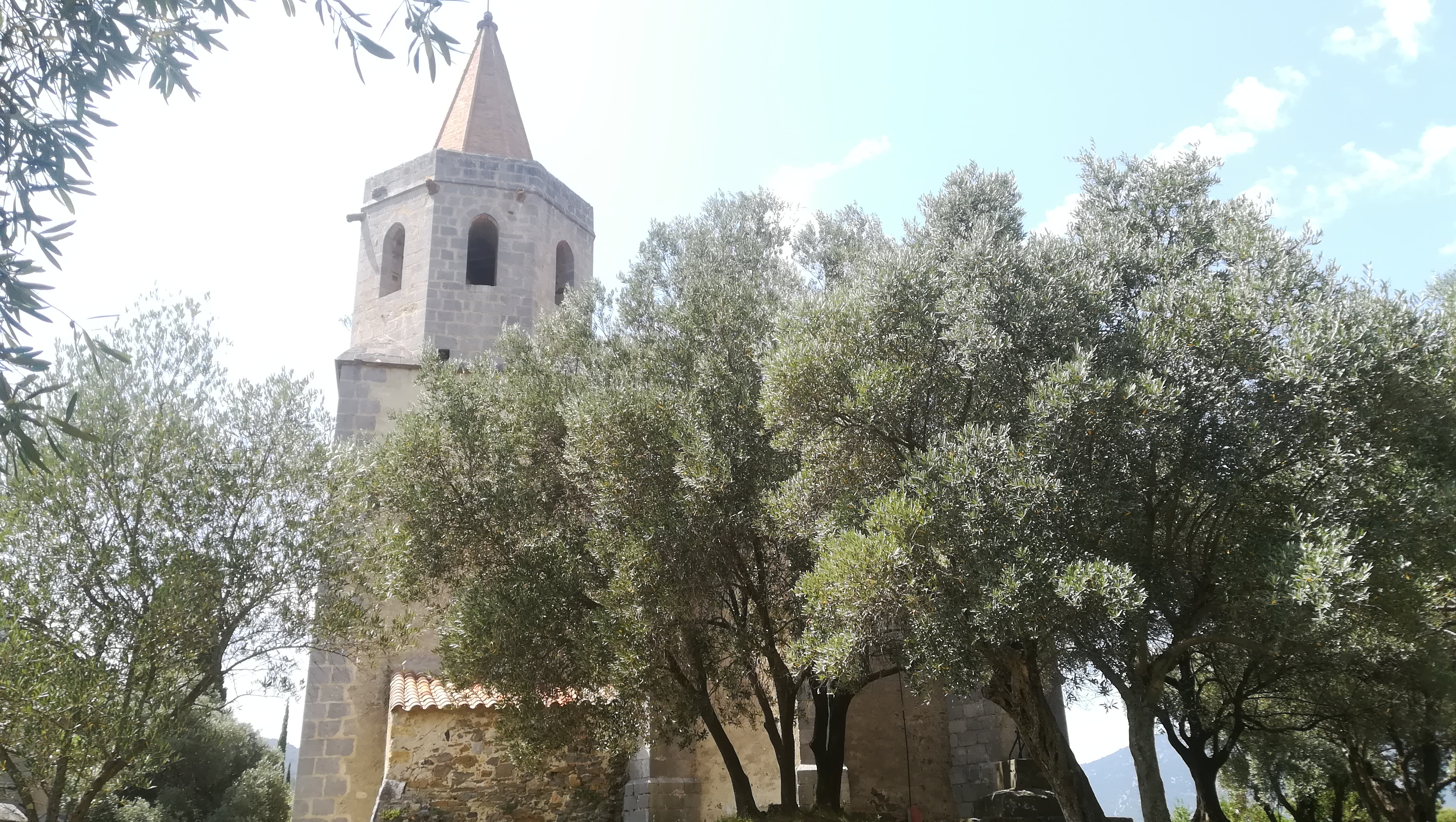
Le clocher
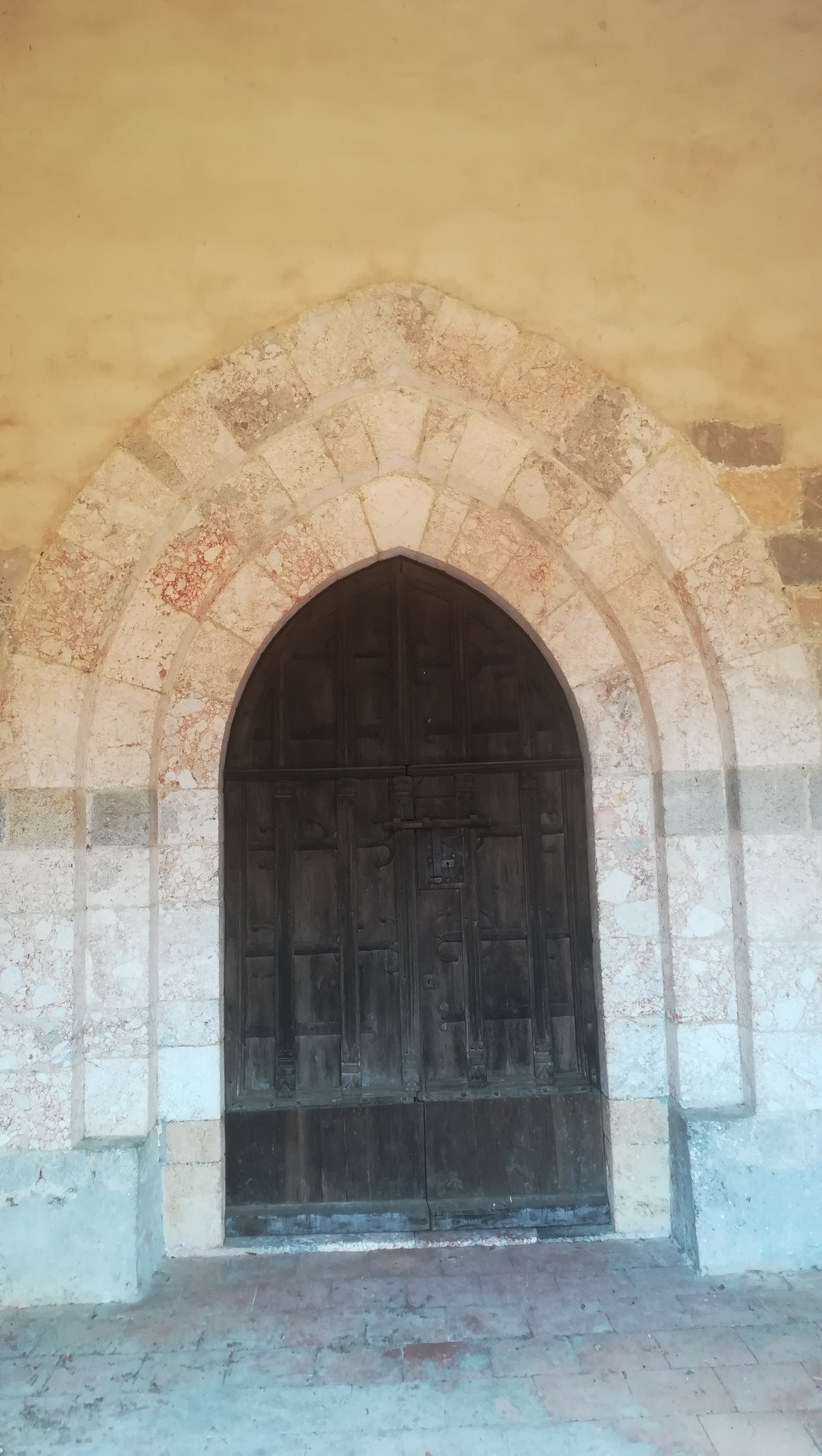
L'entrée de l'église
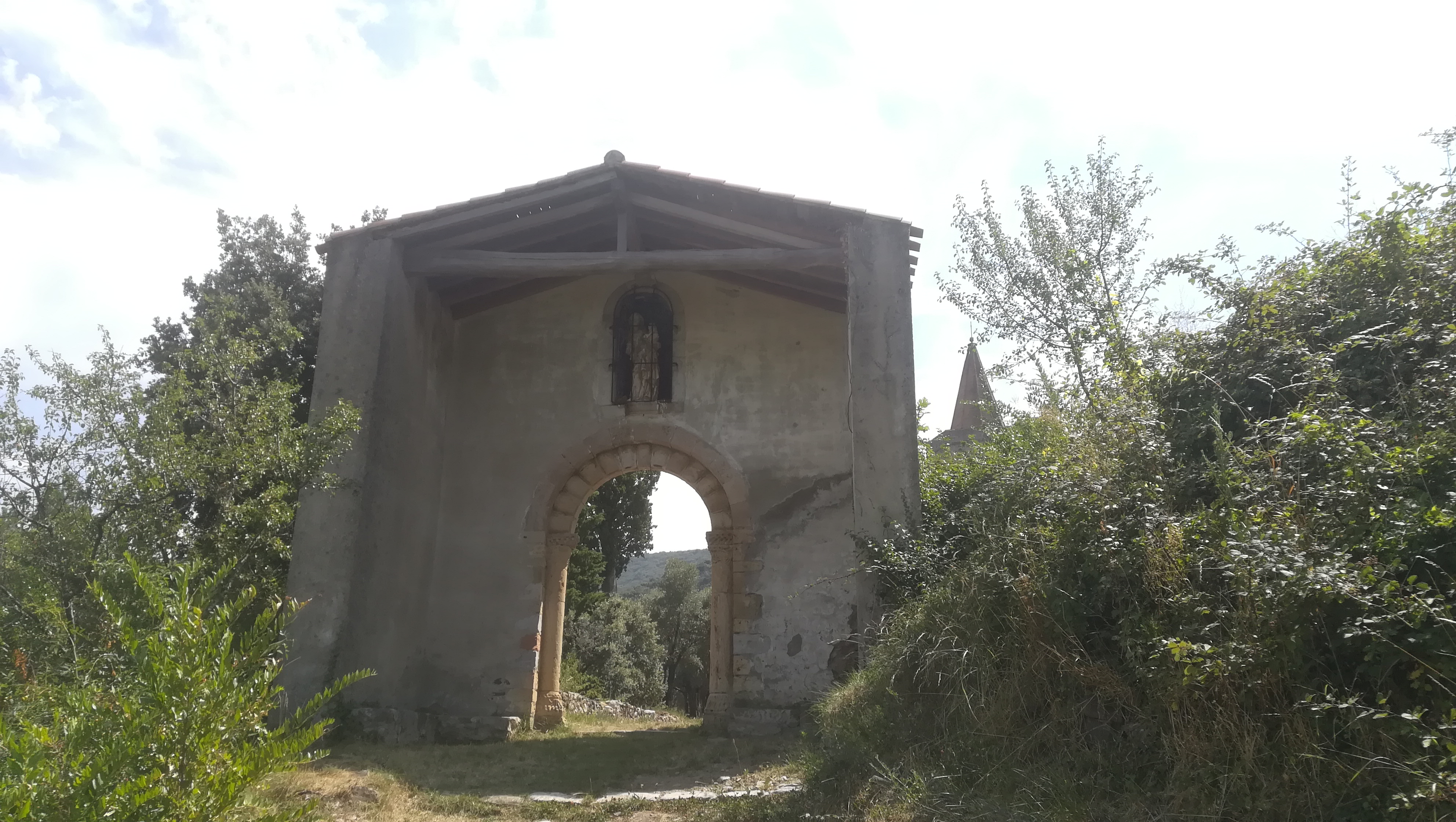
L'accès à l'église avec son portail
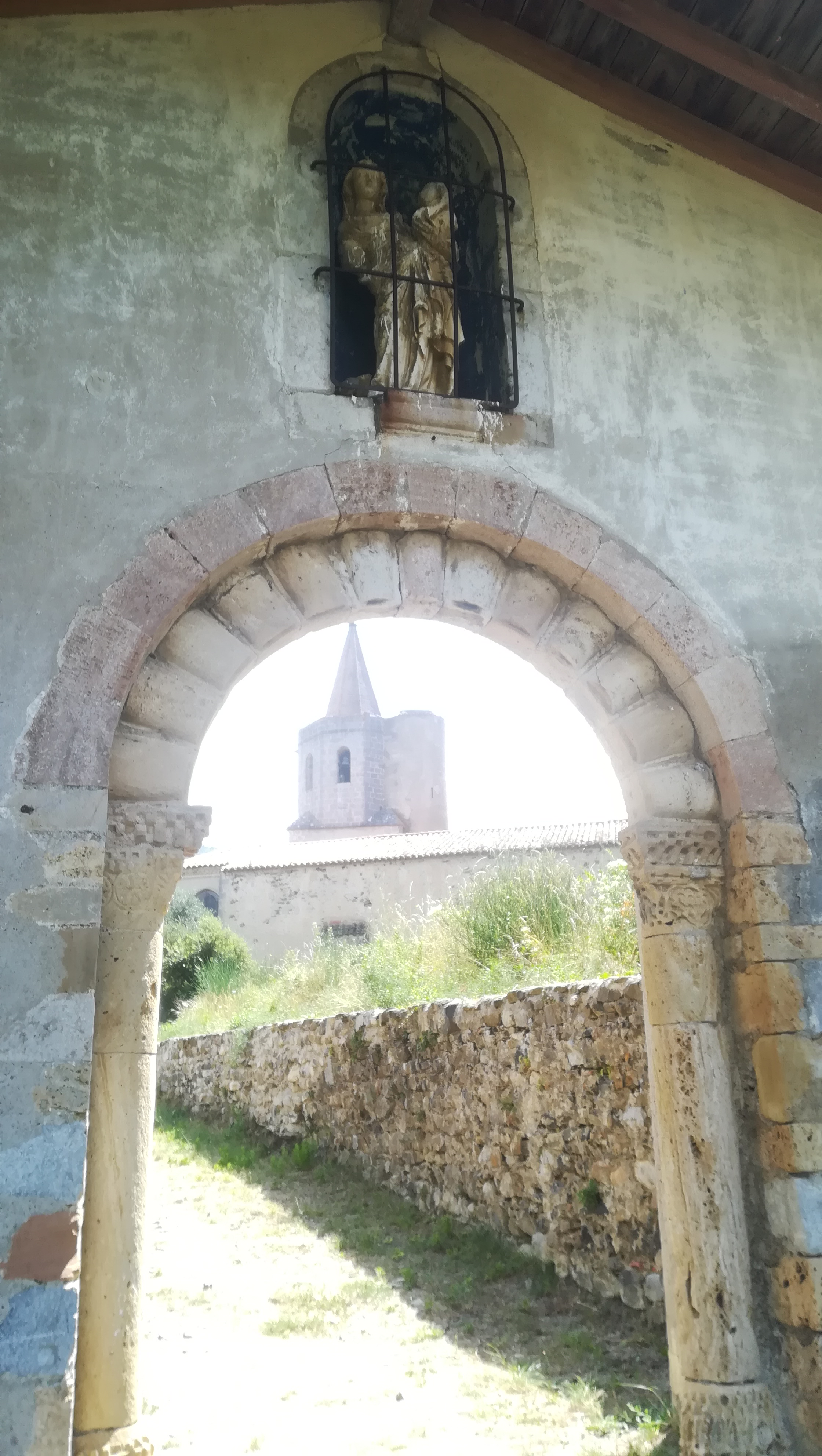
L'accès à l'église avec son portail